# Claude Balbastre
Claude Balbastre (Dijon, 8 de diciembre de 1724 - París, 1799) fue un compositor, clavecinista y organista francés del siglo XVIII, uno de los más famosos de su tiempo.

## Vida
Claude Benigne Balbastre, o simplemente Balbastre, nació el 8 de diciembre de 1724 en Dijon, Francia.
El padre de Balbastre, organista de una iglesia en Dijon, tuvo 18 hijos de dos matrimonios y Claude era el 16º (tres de sus hermanos fueron llamados Claude). Recibió sus primeras lecciones de música de su padre.
Balbastre se instaló en París en 1750 y estudió allí con Pierre Février, donde ingresó como el organista del Santo Roch. Jean-Philippe Rameau ayudó y protegió a Claude cuando el éste se instaló la ciudad, entonces Balbastre rápidamente y de manera eficiente fue introducido en los círculos Parisinos musicales y la alta sociedad, e hizo una carrera brillante: tocó en el Concierto Spirituel hasta 1782; fue el organista de la catedral de Notre Dame de París y de la Chapelle Royale, clavecinista del tribunal francés real (enseñó a la reina María Antonieta de Austria) y organista de Louis-Stanislas-Xavier, conde de Provenza (quien más tarde se convertiría en Luis XVIII, rey de Francia). Su fama era tan grande que el arzobispo de París tuvo que prohibir que tocase en el Santo Roch durante algunos servicios, porque las iglesias siempre estaban atestadas cuando Balbastre tocaba.
Charles Burney da cuenta de uno de estos servicios en el Santo Roch quien relata esto, el domingo, 17 de junio de 1770, dejó una cena temprano para oír al Balbastre "famoso" tocar el órgano en el Santo Roch. Balbastre «interpretando en todos los estilos en acompañamiento del coro. Cuando el Magníficat fue cantado, tocó entre cada verso varios minuetos, fugas, gigas, imitaciones, y cada pieza de música, aún hoy tarareadas, sin sorprender u ofender la congregación, por lo que fui capaz de descubrir».
Burney visitó a Balbastre en su casa y dijo que éste poseía un clavicordio muy hermoso por Ruckers: «Después de la iglesia M. Balbastre me invitó a su casa, el clavicordio, el cual he tenido la oportunidad de observar, es el más bello clave pintado por dentro y fuera, tanta delicadeza como el carruaje más fino o aún la tabaquera que yo alguna vez haya podido ver en París». También dijo que él poseía «(...) un órgano muy grande, con pedales, que ha ser necesario para un organista francés para tener para la práctica; es demasiado grande y grueso para una cámara, y las llaves son tan ruidosas como aquellos en San Roque.» Burney relata que Balbastre era de condiciones muy buenas con su compositor y colega Armand-Louis Couperin, a quien él presentó a Burney, comentando « (...) me alegré para ver a dos hombres eminentes de la misma profesión, tan sincera y amistosa.»
En 1763 se casó con Marie-Geneviève Hotteterre, quien venía de una famosa familia francesa de músicos. Durante la Revolución francesa, la conexión de Balbastre con la nobleza y el tribunal real podría haber puesto en peligro su vida, pero al parecer él de algún modo se adaptó a la nueva situación política, entonces sobrevivió tocando los himnos de Revolución y canciones sobre su órgano. Realmente perdió sus empleos oficiales y, temporalmente, su pensión. Murió en París en 1799.

## Obra
Las composiciones conocidas de Balbastre incluyen lo siguiente:
- 14 conciertos de órgano (todos perdidos excepto uno)
- Varios cuartetos
- Dos colecciones de piezas de clavicordio (a partir de 1748 y 1759)
- Cuatro noëls variés suites para el órgano o fortepiano (1770).
- Variaciones sobre Marsellesa La: Marche des Marseillois et l'Air Ça-ira Arrangés vierten el Piano de forte le / la Par le Citoyen C. Balbastre / Aux desafía défenseurs de la République française l'an 1792 1.er de la République

## MEDIA
YouTube
- Jean-Luc Perrot  Romance  l’Art du facteur d’orgues, Dom Bedos de Celles  orgel François-Henri Clicquot, Souvigny